# Antigo eslavo eclesiástico
O antigo eslavo eclesiástico, também conhecido como antigo eslavônico eclesiástico, búlgaro antigo ou macedônio antigo foi a primeira língua eslava literária. Baseada no antigo dialeto eslavo falado na região de Tessalônica, usado pelos missionários bizantinos São Cirilo e São Metódio nas suas traduções da Bíblia e de outros textos eclesiásticos gregos, desempenhou um papel crucial na história dos idiomas eslavos, e serviu como base e modelo para as tradições posteriores do eslavo eclesiástico, que é usado até hoje como língua litúrgica por algumas igrejas ortodoxas e greco-católicas dos povos eslavos.

## História
É uma língua eslava expandida a partir de um pequeno grupo de documentos do século X, consistindo em traduções feitas a partir do grego de textos eclesiásticos. Estes textos eslavos, contendo características dialéticas principalmente balcânicas, possui também uma mistura de moravianismos, pois as primeiras traduções foram usadas pelos missionários na sua actividade na Morávia. Os primeiros textos foram copiados no alfabeto glagolítico, uma escrita inventada por São Cirilo e São Metódio, já que o cirílico só viria a ser criado posteriormente, nos Bálcãs, após a expulsão destes missionários da Morávia, em 885. Por volta do século XI, passa a tomar a forma hoje conhecida simplesmente como eslavo eclesiástico.
Os principais textos existentes em eslavo eclesiástico são duas traduções dos evangelhos, o Codex Zogrephensis e o Codex Marianus (ambos em glagolítico); o Psalterium Sinaiticum (em glagolítico); e o maior dos textos liturgicos, o Codex Suprasliensis (em cirílico).

## Fonologia
Apesar de o uso litúrgico hodierno do eslavo eclesiástico ser baseado em recensões locais, o inventário fonológico da sua contraparte antiga pode ser reconstruído.

### Consoantes
|              | Labiais | Dentais | Palatais | Velares |
| ------------ | ------- | ------- | -------- | ------- |
| Oclusivas    | p b     | t d     |          | k g     |
| Africadas    |         | t͡s d͡z   | t͡ʃ       |         |
| Fricativas   |         | s z     | ʃ ʒ      | x       |
| Nasais       | m       | n       | nʲ       |         |
| Laterais     |         | l       | lʲ       |         |
| Vibrantes    |         | r       | rʲ       |         |
| Aproximantes | v       |         | j        |         |

### Vogais
| Anteriores não arredondadas | Posteriores não arredondadas | Posteriores arredondadas |
| --------------------------- | ---------------------------- | ------------------------ |
| i                           | ɯ                            | u                        |
| ь/ɪ                         | ъ/ɨ                          |                          |
| e                           |                              | o                        |
| ɛ                           | a                            |                          |

| Anterior | Posterior |
| -------- | --------- |
| ẽ        | õ         |

## Dialectos
O antigo eslavo eclesiástico é uma língua literária eslava baseada originalmente nos dialectos eslavos do sul da Bulgária e Macedônia, sendo adicionados termos linguísticos próprios do eslavo ocidental, enquanto progressivamente tomou a sua variedade contemporânea. Na sua forma actual russificada, o seu uso reduz-se a motivos litúrgicos por parte dos membros eslavos da Igreja Ortodoxa e por vezes por eslavos católicos-romanos, em algumas ocasiões chamados uniatas, seguidores do rito bizantino.

## Escrita
O eslavo eclesiástico fez uso de dois sistemas de escrita: o alfabeto cirílico arcaico e o alfabeto glagolítico. Este último sobreviveu muito tempo entre os católicos da Croácia e da Dalmácia, estando hoje em desuso. O cirílico, em parte baseado no glagolítico, em parte no alfabeto grego, ainda se usa na actualidade, ainda que, na prática civil, tenha sido modernizado de acordo com o desenvolvimento das línguas locais. Ambos os alfabetos foram utilizados nos primeiros livros impressos em eslavo eclesiástico: o missal glagolítico de 1483 (possivelmente impresso em Veneza) e cinco livros litúrgicos impressos em Cracóvia em 1491.